# Изохинолин
Изохинолин — гетероциклическое органическое соединение состава C9H7N.

## Свойства

### Физические свойства
Бесцветные кристаллы со слабым запахом миндаля;Тпл=24,5 °C, Ткип=243 °C. Изохинолин плохо растворим в холодной воде, в органических растворителях — хорошо.

### Обнаружение изохинолина в природе
Он содержится в небольшом количестве в каменноугольном дёгте, откуда его выделяют вместе с хинолином. 

### Основность
Изохинолин — более сильное основание, чем хинолин.

### Образование четвертичных солей
При протонировании изохинолин образует соли изохинолиния; с алкил-, ацил-, арилгалогенидами и диметилсульфатом образует четвертичные соли.

### Гидрирование изохинолина
При гидрировании над платиной превращается в 1,2,3,4-тетрагидроизохинолин; при полном гидрировании — в цис-декагидроизохинолин.
Окисление смесью озона и кислорода приводит к пиридин-3,4-дикарбоновой кислоте (цинхомероновая кислота), окисление пероксокислотами ведёт к изохинолин-N-оксиду.

### Реакция электрофильного замещения
Реакции электрофильного замещения происходят в положении 5. Бромирование легче протекает в присутствии AlCl3, нитрование идёт при действии серной и азотной кислот. Сульфирование при действии 40%-ного олеума при температуре 180оС приводит обычно к изохинолин-8-сульфокислоте. Сульфирование 60%-ной серной кислотой при 300оС ведёт к смеси изохинолин-5- и изохинолин-8-сульфокислот.
При высокой температуре изохинолин вступает в реакции бромирования по радикальному механизму с образованием 1-бромизохинолина.

### Реакция нуклеофильного замещения
Нуклеофильное замещение протекает как правило в положение 1. С гидроксидом калия при 200оС изохинолин образует 1-гидроксиизохинолин, с амидом натрия — 1-аминоизохинолин.

## Техникабезопасности
Изохинолин — токсичное вещество. В соответствии с ГОСТ 12.1.007.76 изохинолин является токсичным высокоопасным веществом по степени воздействия на организм, 2-го класса опасности. 
При вдыхании вызывает функциональные расстройства ЦНС. Раздражает слизистые оболочки глаз и кожи в высокой концентрации. 
Рекомендуемая ПДК изохинолина в воздухе рабочей зоны составляет 0,5 мг/м³, ЛД50 на крысах — 34 — 140 мг/кг. 

## Взрыво- ипожароопасность
Изохинолин является горючим веществом. Многие реакции с органикой могут приводить к взрыву.

## Получение
Важнейший метод получения изохинолина и его производных — циклодегидратация β-фенилэтиламидов кислот C6H5CH2CH2NHCOR (реакция Бишлера — Напиральского) с последующим дегидрированием образующихся 3,4-дигидроизохинолинов.
Другие методы синтеза изохинолина и его производных: метод Померанца — Фрича (конденсация ацетофенона с а-аминоацетацеталем); метод Пикте — Шпенглера.

## Применение
Изохинолин служит исходным продуктом при синтезе сенсибилизирующих красителей (например, изохинолинового красного) и лекарственных средств.
Изохинолиновое ядро входит в структуру ряда важных алкалоидов (папаверина, морфина, кодеина, курарина и др.).